# Новая Каменка (Херсонская область)
Новая Каменка (укр. Нова Кам'янка) — село в Мыловской сельской общине Бериславского района Херсонской области Украины.
С марта по октябрь 2022 года село было оккупировано российскими войсками в ходе вторжения России в Украину.
Почтовый индекс — 74151. Телефонный код — 5532. Код КОАТУУ — 6520983501.

## Население
Население по переписи 2001 года составляло 987 человек.

### Языковой состав
Родной язык населения по данным переписи 2001 года:
| Язык       | Численность, чел. | Доля     |
| ---------- | ----------------- | -------- |
| Украинский | 958               | 97,06 %  |
| Русский    | 26                | 2,64 %   |
| Другое     | 3                 | 0,30 %   |
| Итого      | 987               | 100,00 % |

## Местная власть
74351, Херсонская обл., Бериславский р-н, с. Мыловое, ул. Бериславская, 26.